# María del Pilar Maspons y Labrós
María del Pilar Maspons y Labrós, quien escribía con el seudónimo de María de Bell-Iloc, (Barcelona, 4 de diciembre de 1841 - 31 de enero de 1907) fue una escritora, poeta y novelista de la cultura popular catalana, hermana de Francisco Maspons y Labrós y cuñada de Francesc Pelagi Briz. Colaboró, en prosa y verso, con Lo Gai Saber, La Renaixença, La Veu del Montserrat, Calendari Català, La Llumanera de Nova York y otras revistas.

## Biografía
Nacida en Barcelona, María del Pilar Maspons y Labrós fue una escritora de la Renaixença catalana, que tuvo una gran actividad entre 1865 y 1882. Influida por las tendencias de este movimiento, por un Romanticismo de carácter medieval, patriótico y tradicionalista, eligió el seudónimo de Maria de Bell-Iloch para firmar algunas de sus obras. Se dio a conocer como poeta y publicó en numerosas revistas de la época. Fue también una de las primeras mujeres folcloristas, haciendo un trabajo de campo para recopilar y transcribir leyendas y narraciones etnográficas que después recreó y editó. Es conocida por ser la primera autora en publicar una novela en la literatura contemporánea catalana, Vigatans y botiflers (publicada por fascículos entre 1878-1879), ambientada durante la Guerra de Sucesión (1705-1714).

## Obra
- Salabrugas, poesías catalanas (1874)
- Narracions y llegendas (1875)
- Vigatans y botiflers, novela histórica (1878)
- Llegendas catalanas (1881)
- Costums y tradicions del Vallès (1882)[4]
- Elisabeth de Mur (1924)

## Premios
- Primer accésit al jazmín de plata en Lérida en 1869.
- Premio de los Juegos Florales de Barcelona en 1875 por Narracions y llegendes.
- Premio de los Juegos Florales de Barcelona en 1880 por Montseny.
- Premio de los Juegos Florales de Granollers en 1882 por Costums y tradicions del Vallès.